# Марисін (гміна Ґельнюв)
Марисін (пол. Marysin) — село в Польщі, у гміні Гельнюв Пшисуського повіту Мазовецького воєводства.
Населення — 165 осіб (2011).
У 1975-1998 роках село належало до Радомського воєводства.

## Демографія
Демографічна структура станом на 31 березня 2011 року:
|          | Загалом | Допрацездатний вік | Працездатний вік | Постпрацездатний вік |
| -------- | ------- | ------------------ | ---------------- | -------------------- |
| Чоловіки | 85      | 15                 | 54               | 16                   |
| Жінки    | 80      | 7                  | 41               | 32                   |
| Разом    | 165     | 22                 | 95               | 48                   |